# Dahlicini
De 'Dahlicini zijn een geslachtengroep van vlinders in de familie zakjesdragers (Psychidae).

## Taxonomie
- Geslacht Dahlica Enderlein, 1912
  - Ondergeslacht Dahlica
  - Ondergeslacht Brevantennia
  - Ondergeslacht Postsolenobia
  - Ondergeslacht Praesolenobia
  - Ondergeslacht Siederia
- Geslacht Eudahlica Solyanikov, 2003
- Geslacht Sauterelia Weidlich, 2000